# Летний биатлон

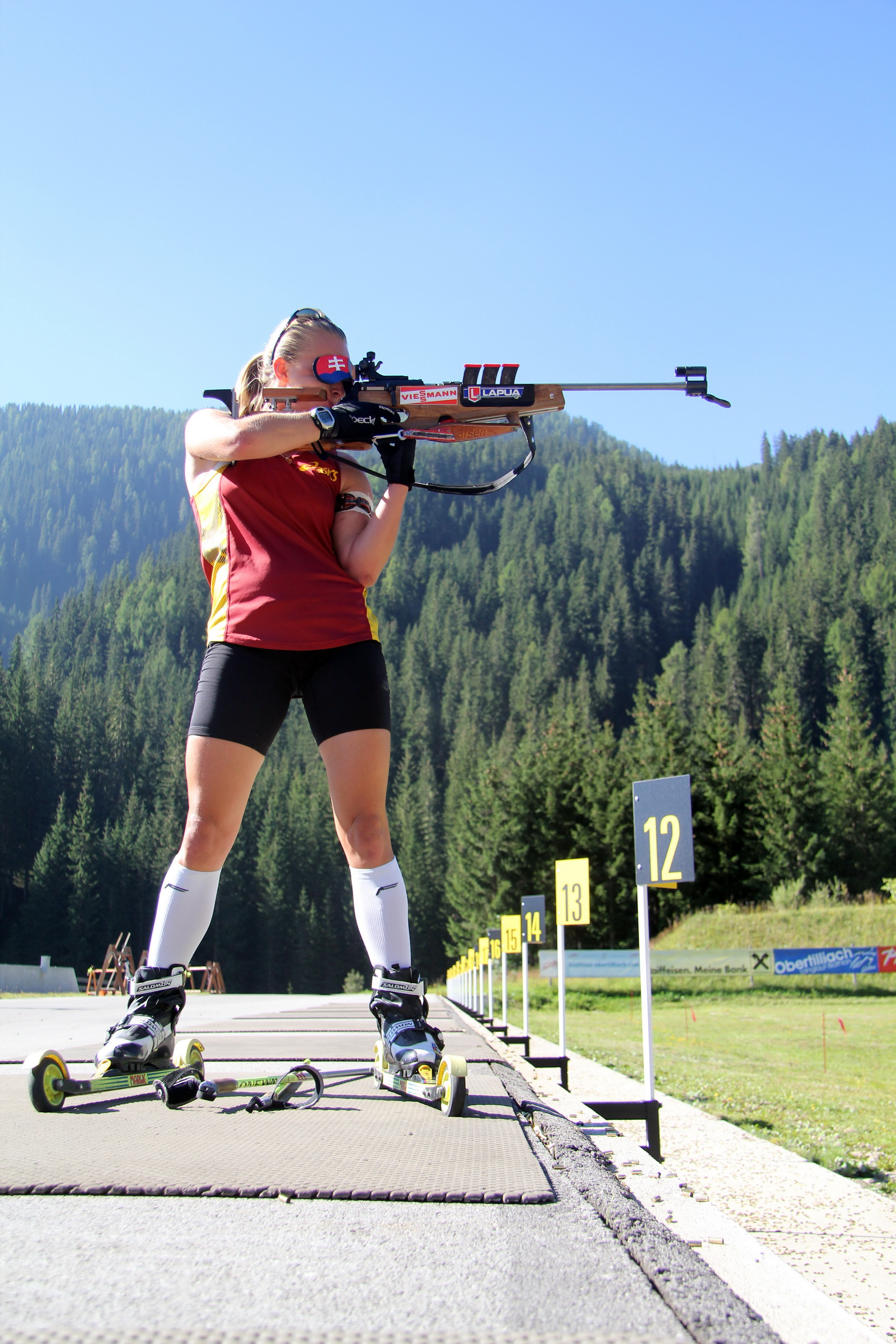
Подготовка к лыжероллерной гонке, 2012.

Летний биатлон — разновидность биатлона, в которой лыжная гонка заменена на кросс, гонку на лыжероллерах, велогонку или иной типичный для лета способ передвижения. Иногда летний биатлон рассматривают как отдельный вид спорта, однако он не признаётся таковым ни Всероссийским реестром видов спорта, ни Международным олимпийским комитетом.

## История
Первый чемпионат мира по летнему биатлону состоялся в 1996 году в Хохфильцене (Австрия). Программа соревнований включала индивидуальную гонку и спринт. Первыми в истории чемпионами мира стали россияне, выигравшие индивидуальную гонку: Алексей Кобелев и Олеся Тупиленко.
На следующий год программа чемпионата, проходившего в Кракове, изменилась. Вместо индивидуальной гонки были введены спринт и эстафета. В таком формате чемпионат мира проводился до 2002 года, когда в программу соревнований добавили масс-старт.
В 2000 году на чемпионате мира в Ханты-Мансийске впервые состоялись состязания среди юниоров. Россияне Тимур Нурмеев и Татьяна Моисеева, завоевавшие по две золотых награды, стали первыми в истории чемпионами мира среди юниоров.
Следующий чемпионат, прошедший в России, вновь стал историческим. В 2006 году в Уфе на чемпионате мира впервые были разыграны медали в соревнованиях на лыжероллерах (спринт и преследование). Триумфатором набирающего популярность вида программы стал Максим Чудов, выигравший обе гонки у мужчин. (У женщин также обе гонки выиграла Наталья Бурдыга, однако позднее её дисквалифицировали за применение карфедона). Кроссовая программа чемпионата была сокращена до 3 дисциплин (включая смешанную эстафету).
С 2007 года проводится Кубок IBU по летнему биатлону – несколько этапов с кроссовыми гонками и несколько – с лыжероллерными. В августе 2008 года один из лыжероллерных этапов впервые прошёл в России, в городе Острове.
В 2008 году на чемпионате во французском От-Морьенне состоялся дебют смешанной лыжероллерной эстафеты, которая заменила в программе эстафету кроссовую. Таким образом, впервые количество лыжероллерных гонок (всего 5 у мужчин и женщин) превысило количество кроссовых (всего 4).
В 2009 году в Оберхофе прошёл последний чемпионат мира, где были разыграны медали в кроссовом биатлоне. С 2010 года на чемпионатах мира по летнему биатлону будут проводиться только лыжероллерные гонки. Кроссовые медали продолжат разыгрываться на чемпионатах Европы.

## Правила
Международным союзом биатлонистов определены правила проведения кроссовых, лыжероллерных гонок и гонок на маунтин-байках. Официальные соревнования (чемпионаты мира и Кубок IBU) проводятся только в первых двух из перечисленных разновидностей биатлона.

### Кросс
Помимо иного способа передвижения, кроссовый биатлон имеет следующие основные отличия от зимнего:
- винтовки во время прохождения спортсменами беговой части дистанции находятся в пирамидах на стрельбище; биатлонисты берут их, приходя на огневой рубеж, а уходя, ставят обратно;
- длина штрафного круга (во всех дисциплинах за исключением индивидуальной гонки) составляет 70 метров;
- не применяется правило снятия с дистанции спортсменов, отставших от лидера на полный круг.

Дисциплины, в которых соревнуются спортсмены, имеют те же названия, что и в зимнем биатлоне, однако имеются отличия в регламенте.

#### Индивидуальная гонка
Длина дистанции составляет 7 км для мужчин и 6 км для женщин. Штраф за промах составляет 30 секунд.

#### Спринт
Длина дистанции составляет 4 км для мужчин и 3 км для женщин.

#### Гонка преследования
Длина дистанции составляет 6 км для мужчин и 5 км для женщин.

#### Гонка с общего старта (масс-старт)
Длина дистанции составляет 6 км для мужчин и 5 км для женщин.

#### Эстафета
Состоит из 4-х этапов. Длина одного этапа у мужчин составляет 4 км, у женщин – 3 км. Проводятся как «классические», так и смешанные эстафеты.

### Лыжероллеры
Помимо иного способа передвижения, лыжероллерный биатлон имеет следующие основные отличия от зимнего:
- допускается (однако фактически не применяется) нахождение винтовок на стрельбище при прохождении спортсменами беговой части дистанции;
- обязательно использование спортсменами защитных шлемов;
- огневые позиции оборудуются специальными деревянными рамками для большей устойчивости спортсменов при стрельбе из положения стоя.

Регламент гонок в лыжероллерном биатлоне не отличается от зимнего. С 2006 года в программе чемпионатов мира спринты и гонки преследования. В 2008 году впервые проведена смешанная эстафета. Индивидуальные гонки на лыжероллерах по состоянию на 2010 год на официальных международных соревнованиях не проводились и не планируются. Как и весьма зрелищные гонки с общего старта (не в последнюю очередь из-за высокой травмоопасности массового старта на лыжероллерах).

## Спортсмены
К 2006 году сформировалось довольно чёткое деление биатлонистов на «летников» и «зимников»: те, кто выигрывал на летних чемпионатах, как правило, не входили в число фаворитов зимой. А те, кто выигрывал зимние чемпионаты, предпочитали летом готовиться к предстоящему сезону, а не участвовать в соревнованиях. С 2006 года, с появлением официальных международных стартов на лыжероллерах, эта граница начала размываться.
Наиболее успешными в короткой истории летнего биатлона стали 15-кратная чемпионка мира Наталья Соколова (выступала за Россию и Беларусь) и 11-кратная чемпионка мира Ольга Назарова (Беларусь), 4-кратный чемпион мира Просвирнин, Сергей Геннадьевич (выступал за Россию), 5-кратный чемпион мира Катренко, Алексей Александрович (выступал за Россию).
По состоянию на 2012 год обладателями наибольшего количества наград в лыжероллерном биатлоне являются Максим Чудов (Россия) у мужчин – 3 золотых и 3 серебряных медали чемпионата мира – и Магдалена Нойнер (Германия) у женщин – 3 «золота». Максим Чудов также является единственным спортсменом, выигрывавшим медали в лыжероллерных дисциплинах на трёх чемпионатах мира.

## Соревнования
Международный союз биатлонистов организует следующие официальные соревнования по летнему биатлону:
- Чемпионат мира
- Открытый чемпионат Европы (c 2010 года только по кроссовому биатлону)
- Континентальные чемпионаты: Азии, Северной Америки, Южной Америки (проводится в ноябре)
- Международный Кубок IBU.

Помимо этого, летом проводится заметное количество коммерческих стартов на лыжероллерах, в которых принимают участие ведущие биатлонисты.
Наиболее известные из таких соревнований:
- «Городская гонка» в немецком Пюттлингене (проводится с 2005 года)
- Лыжный фестиваль Blink в норвежском Саннесе (проводится с 2007 года)